# Ashley Massaro
Ashley Marie Massaro (Babylon, 26 de maio de 1979 — Long Island, 16 de maio de 2019) foi uma modelo e lutadora de luta profissional estadunidense, descendente de italianos, que trabalhou na WWE. Ela foi a vencedora do concurso anual da WWE para descobrir uma nova diva o Diva Search de 2005.
Ashley Massaro veio para a WWE em Junho de 2005 como participante da Diva Search 2005. Depois de ganhar às outras sete finalistas, Massaro foi oficialmente declarada como vencedora na edição do Raw no dia 15 de agosto de 2005 que teve lugar em, Montreal, no Quebeque. Ganhou US$ 250 000 e um ano de contrato com a WWE. Na final do concurso, Massaro derrotou Leyla Milani pela recompensa.

## WWE (World Wrestling Entertainment) (2005-2008)

### RAW Diva (2005-2006)
Ashley Massaro fez a sua primeira aparição na WWE como Diva oficial no dia 21 de Agosto de 2005 na Pré-Edição do Summerslam 2005 no HEAT. Na noite seguinte a do Summerslam na RAW as divas Torrie Wilson e Candice Michelle chamaram-na para lhe darem as "boas vindas". Depois de Massaro estar no ringue Torrie e Candice começaram a atacar Ashley de modo sujo. Enquanto Massaro lutava contra as outras duas divas apareceu Victoria que derrotou Ashley no seu primeiro combate. Ashley rapidamente se juntou a ela Trish Stratus que a ajudou a defender-se dos ataques das três divas. Ashley e Trish derrotaram Victoria, Torrie e Candice que ficaram mais conhecidas como as Ladies In Pink (e mais tarde as Vince's Devils) que em determinadas ocasiões incluindo no PPV da Unforgiven 2005 e no WWE Homecoming num Combate de Sotien e Cuecas 3 contra 2 (onde Ashley e Trish venceram a luta). Massaro continuou a ter combates de wrestlers até ao fim de 2005 onde lutou no combate anual de Fulfill Your Fantasy Battle Royal no Taboo Tuesday onde teve a sua primeira oportunidade pelo Título Feminino. Ashley eliminou Candice Michelle mas infelizmente foi eliminada por Victoria. Uma das grandes vitórias da Ashley Massaro foi no New Years Revolution quando Massaro ganhou o seu primeiro combate Gauntlet de Soutian e Cuecas sendo a última diva com as roupas vestidas e sem perder nenhuma das partes. Seguindo a tradição da WWE e a pedido dos fans ao sair para os vestiários acabou por tirar as roupas.
Durante o começo do ano de 2006, Massaro envolveu-se na rivalidade entre Trish Stratus e Mickie James sendo alvo de alguns ataques da ciumenta Mickie (que estava com ciúmes da amizade de Ashley com Trish). No dia 20 de Fevereiro de 2006 na RAW Ashley Massaro fraturou a perna esquerda ao ser eliminada por Mickie e Candice da Battle Royal feminina, no qual foi ganha por Candice Michelle. Depois de uma consulta médica o WWE.com anunciou que Massaro precisava de uma cirurgia urgentemente.
Durante a sua recuperação Massaro continuou a aparecer na RAW e fez parte da rivalidade de Stratus/James. No dia 22 de Março de 2006 Ashley Massaro anunciou no seu blogue que assinou um contrato de 3 anos pela WWE.

### SmackDown Diva (2006-2007)
O WWE.com anunciou dia 1 de Junho de 2006 que Ashley seria a nova diva da SmackDown e, de facto, no dia 2 de Junho de 2006 Ashley fez a sua entrada na edição da Smackdown como comentadora especial durante o combate de Jillian Hall e Kristal Marshall.
Desde a entrada de Ashley na Smackdown que juntamente com Jillian Hall tem uma rivalidade com  Michelle McCool e Kristal Marshall. Ashley ganhou o seu primeiro combate na Smackdown no dia 21 de Junho onde fez equipe com a Jillian Hall contra Michelle McCool e Kristal.
No Great American Bash 2006, Ashley ganhou o combate Fatal-Four-Way Soutien e Calcinhas. No dia 4 de Agosto de 2006 Ashley partiu o seu joelho no combate contra Kristal Marshall.
Ashley voltou ao ringue na edição do SmackDown de 9 de Setembro de 2006 onde ela, Paul London e Brian Kendrick (atuais Campeões de WWE Tag Team) derrotaram Idol Stevens, KC James e Michelle McCool num combate Tag Team misto de seis pessoas. Seguindo-se essa vitória, Ashley tornou-se manager de London e Kendrick, acompanhando-os ao ringue para os seus combates no SmackDown e em PPV's.
Ashley competiu no primeiro segmento Extreme Strip Poker na ECW no dia 10 de Outubro, 2006 representando a SmackDown. Na edição de 27 de Outubro da SmackDown, Ashley competiu no primeiro Trick-Or-Treat Battle Royal que infelizmente foi vencido por Kristal Marshall.
Em Fevereiro, durante o PPV da WWE No Way Out. Ashley ganhou a oportunidade de posar nua na Playboy dos Estados Unidos de Abril de 2007.
Em 18 de Fevereiro de 2007, Ashley participou de uma Diva Talent Invitational contra Jillian Hall, Candice Michelle, Maria, Ariel, Kelly Kelly, Layla e Brooke, onde venceu esse contest derrotando todas as outras 7 competidoras de uma única vez.

### Retorno ao RAW (2008)
No dia 8 de Janeiro de 2008, Ashley regressou ao RAW vencendo Jillian Hall e Melina (com quem tinha uma feud a algum tempo) numa luta de almofadas. Ashley substituiu Candice Michelle devido a sua lesão, na Playboy Bunnymania Lumberjill match na Wrestlemania XXIV (24), ela lutou ao lado de Maria, mas perderam para Beth Phoenix e Melina devido a Maria ter levado um pinfall de Beth Phoenix. Ao decorrer de 2008, Ashley participou de diversas lutas ao lado de Mickie James e Maria contra Beth Phoenix, Melina e Jillian, onde algumas das lutas foram bem sucedidas e outras não.
Em seu myspace Ashley escreveu que pediu o seu afastamento pois sua filha de 7 anos Alexis estava com uma grave doença e ela não poderia deixar de estar ao lado dela nessa situação. No dia 9 de julho de 2008 Ashley se demitiu da WWE, a notícia foi confirmada no wwe.com.

### WILD Wrestling (World Independent Ladies' Division) (2011–2019)
Em 29 de Agosto de 2011 foi anunciado que Ashley se tornou parte da empresa de wrestling profissional WILD Wrestling. No dia 1 de Outubro de 2011, o dono da Wild Travis Leland tornou Ashley a nova general manager da empresa.

## Morte
Ashley Massaro foi encontrada morta dentro de sua casa, em 16 de maio de 2019. A princípio as autoridades descartaram que tenha ocorrido um crime e a principal suspeita é de que a ex-lutadora tenha tirado a própria vida, no caso Suicídio.

## No Wrestling
- Finishers

- - Diving Crossbody
  - Starstruck (Second Rope Diving Elbow Drop)
  - Spear

- Signature Moves

- - Headcissors Takedown
  - Hurricanrana Pin
  - Monkey Flip

## Prémios e campeonatos
- Playboy
  - Playboy Cover girl - 2007
- WWE
  - WWE Diva Search 2005

## Wrestlers que Ashley foi manager
- - Trish Stratus
  - Paul London
  - Brian Kendrick
  - Matt Hardy
  - Mickie James

## Survivor: China
Em 2007 Ashley participou da décima quinta temporada do reality show competitivo Survivor, produzido e transmitido pela rede televisiva CBS. No primeiro episódio da temporada, intitulado "A Chicken´s a Little Bit Smarter", transmitido em 20 de setembro de 2007, Ashley foi designada para a tribo chamada Zhan Hu (Dragão Lutador em chinês), representada pela cor amarela. Durante os três primeiros dias de convivência no acampamento chinês Ashley rapidamente se desentendeu e começou a brigar com seu companheiro de tribo Dave Cruser. No segundo episódio, transmitido em 27 de setembro de 2007 e intitulado "My Mom is Going to Kill Me", após seis dias na China Ashley Massaro se tornou a segunda participante eliminada da temporada com 6-1 votos contra ela.

## Vida pessoal e curiosidades
- O pai, o tio e o irmão da Ashley são todos wrestlers, com menor fama.
- Já namorou com Chuck Comeau, baterista da banda Simple Plan.
- Foi fã assumida da banda da antiga lutadora da WWE, Lita, na vida real Amy Dumas, The Luchagors.
- O seu primeiro tema na WWE foi  Be Yourself da banda Audioslave. Atualmente o seu tema é Let me light a fire in you dos Nuts In A Blender
- Massaro tinha cinco pequenas tatuagens. Três delas nas costas e as outras duas restantes muito conhecidas, colocadas por ela quando entrou na WWE, duas estrelas atrás do cotovelo (daí o nome do seu finisher, Starstruck, no qual é um movimento usando o seu cotovelo).
- Também tinha um piercing no lado direito do seu lábio superior (chamado de Monroe) e a esquerda e direita do seu lábio de baixo com outro piercing (chamado de Snakebite).
- O seu primeiro movimento no wrestling foi o Monkey Flip efetuado em Christy Hemme durante uma das etapas do concurso do Diva Search 2005, vencido por ela.